# Біюк-Карасу
Бію́к-Карасу́, Бую́к-Карасу́в (крим. Büyük Qarasuv, також Карасу, Карасьовка, Велика Карасівка) — річка в Криму, найбільша права притока Салгира (в нижній течії).

## Загальні відомості
Довжина 106 км, площа водозбору — 1 160 км². Долина переважно ящикоподібна, завширшки від 400 до 75—200 м (у пониззі). Річище звивисте, подекуди випрямлене, завширшки 5—20 м, завглибшки 0,3—0,7 м (максимальна 2 м). Похил річки 10,4 м/км.
Спершу річка тече на північ, від села Садове тече переважно на північний схід. Впадає до Салгиру на північний схід від районного центру Нижньогірський.

## Витоки
Річка бере початок з найбагатоводнішого джерела Карасу-Баши, розташованого на північних схилах Карабі-яйли, у заповідному урочищі Карасу-Баши, оголошеному пам'яткою природи загальнодержавного значення.
Майже на початку ущелини знаходиться печера Су-Учхан-Коба (печера води, що летить), вхід у яку закриває велетенських розмірів камінь, через який виривається пінистий, ревучий потік води. Це і є джерело однієї із найбільш багатоводних річок Криму. Витрати води в паводок досягають тут 45 м³/с.
Ущелина стиснута обабіч високими стрімчаками, захаращена уламками скель, що утворюють кам'яний хаос, заросла густим первозданним лісом, у якому багато різних чагарників, ожина, кизил, ліщина. Кущі й дерева обплутані кримськими ліанами. Все це становить суцільну зелену запону над річкою. Дикість і самітність цих місць, імовірно, породили легенду, що саме в цій ущелині була Алімова печера, де ховався герой кримськотатарських легенд — розбійник Алім. Тепер тут водоохоронна санітарна зона: саме звідси подається вода в місто Білогірськ для питних потреб.

## Природа
Долина річки, багата водою й гарними пасовищами, приваблювала диких тварин, і наші далекі предки облюбували ці місця, що обіцяли їм гарний доробок. Тут водилися мамути, зубри, древні коні, сайги, осли, шляхетний і північний олені, вовки, лисиці, песці.

## Історія
Недалеко від Ак-Каї, у Червоній балці, розташований один з найбільших у Східній Європі комплексів палеоліту (древньої кам'яної доби). На малій площі було відкрито сімнадцять стоянок і поселень древньої людини — неандертальця, що жив тут 100—35 тис. років тому. Особлива наукова цінність зроблених розкопок полягає в тім, що з восьми достовірних кісткових останків неандертальців, відкритих у колишньому СРСР, чотири виявлені в Червоній балці при підніжжі Ак-Каї. Заселеність району Ак-Кая давніми людьми пояснюється сприятливими умовами для існування. Можна припустити, що неандертальці заганяли тварин на вершину Ак-Каї, до обриву, і тварини потрапляли в пастку. В 1969 р. гора Ак-Кая оголошена пам'яткою природи місцевого значення, а в 1981 р. — загальнодержавного значення.

## Білогірськ
У долині річки Буюк-Карасу розташоване місто Білогірськ. Так місто стало називатися після 1945 року. Відоме з XIII ст. місто Карасубазар, що значить «базар на річці Карасу». Місто цілком виправдовувало свою назву. Воно перебувало на древньому караванному шляху, тут схрещувалися головні дороги півострова. Своєю сучасною назвою місто зобов'язане горі Ак-Кая (ак — біла, кая — скеля), стометрова скеля якої, що дивно схожа на неприступну фортецю, височіє над Білогірськом.
Білі кольори скелі обумовлені основними її породами: вапняк і мергель. Над створенням цієї вигадливої «фортеці» працювали вітер, вода і сонце. Дивні стовпчасті виступи й печери схожі на вежі з бійницями середньовічної фортеці. Із західного боку скелі протікає річка Буюк-Карасу.

## Водосховища
Білогірськ є центром однойменного району. Це один з тих районів Криму, де як джерело водопостачання використовують води кримських річок, а не дніпровські води Північно-Кримського каналу. Щоб не залежати від примх погоди, у Тайганській балці в 1935 році почали будівництво одного з перших водосховищ Криму. Водоймище будували три роки, по суті, вручну. Із усіх механізмів працювало тільки два трактори. У ту пору це було найбільше водосховище Криму (об'єм 13,8 млн м³). Підвідним каналом, завдовжки 8,5 км, вода Буюк-Карасу надходить у Тайганське водосховище, що використовується для зрошення.
У 1972 році було побудовано Білогірське водосховище (об'єм 23,3 млн м³). Гребля заввишки 25 м перегородила русло Буюк-Карасу, утворивши мальовничу гірську водойму із площею водного дзеркала 220 га. Навколо водоймища з водою незвичайно блакитних кольорів піднімаються гори, покриті лісом. Вода через скидну споруду надходить у Тайганське водосховище.
Після анексії Криму Росією, задля забезпечення питною водою Судаксько-Феодосійського регіону за дорученням Уряду Російської Федерації і так званої «Ради Міністрів Республіки Крим» Рескомводгосп організував у травні 2014 року перекидання частини стоку річки Буюк-Карасу (5 м³/с) до Північно-Кримського каналу, задля наповнення Феодосійського водосховища.
На початку серпня 2018 року, низка інформаційних агентств України повідомили, що Білогірське водосховище в окупованому Криму — практично пересохло. Біосистема водойми, що формувалася десятиліттями, знищена. Русло річки Буюк-Карасу біля села Карасівка вище Білогірського водосховища — повністю висохло. Запаси Тайганського і Білогірського водосховищ були вичерпані на початку липня 2018 року, тому скидання води з них також було зупинено. Без припливу води з Буюк-Карасу водосховище залишається без джерел живлення.
Станом на серпень 2024 року, річка Буюк-Карасу в районі міста Білогірськ через тривалу посуху і аномальну спеку, в черговий раз, практично пересохла.

## Притоки
Буюк-Карасу має три великих притоки:

### Танасу
Із правого берега на відстані 76 км від гирла в неї впадає річка Танасу завдовжки 26 км, площа водозбору 184 км². На високому вододілі між Танасу і Буюк-Карасу спеціально для Катерини II був вибудуваний шляховий палац, у якому вона зупинялася під час подорожі Кримом. Поруч із чудовим палацом заклали парк, прикрасивши його фонтанами. Тепер у перебудованому єкатерининському палаці перебуває міська лікарня. Річка Танасу бере початок на північних схилах Карабі-яйли й тече в північному напрямку. За 1,5 км південніше с. Красноселівка (Нео-Хори, Ени-Сала) річка протікає в ущелині за назвою Чортові ворота (Шайтан-Капу, Демир-Капу). Ця тіснина, утворена чотирма скелями-вежами заввишки до 50 м, розташованими попарно на лівому і правому бортах ущелини, оголошена ландшафтною пам'яткою природи. У верхів'ях Танасу між вершинами Шуври (зі сходу) і Хриколь (із заходу) є гірський прохід Каллістон, що із грецького значить «найпрекрасніший». Через перевал Каллістон проходила одна з в'ючних доріг, що зв'язувала Карасубазар із селищем Скути (нині Привітне) на Південному березі Криму.

### Сарису
З лівого берега на 72 км від гирла Салгиру, західніше Білогірська, в Буюк-Карасу впадає притока Сарису завдовжки 26 км і площею водозбору 127 км². Річка Сарису бере початок із джерела Паяни на висоті 330 м, на північних схилах Карабі-яйли. Річка протікає між відрогами Головної гряди й височинами Внутрішньої гряди Кримських гір. Прилегла до долини місцевість більше піднесена по правобережжю, у верхів'ях має крупногорбистий рельєф. Схили височин переважно пологі, в окремих місцях круті, розсічені балками і ярами. Місцевість поступово знижується вниз за течією річки, відмітки зменшуються від 450—400 до 200 м. У нижньому плині Сарису розкинулося сучасне селище з такою ж назвою.

### Кучук-Карасу
Найзначнішою притокою Буюк-Карасу є річка Кучук-Карасу, що має довжину 62 км. Річка бере початок в Арпатському районі Карабі-яйли, на перевалі Горуча, на висоті 725 м. Вона впадає в Біюк-Карасу на відстані 25 км від гирла. Водозбірний басейн, площею 255 км², розташований у верхній частині на північних схилах Головної гряди Кримських гір, у середній частині — у районі Передгір'я, у нижній частині — в Рівнинному Криму. Південна, верхня частина басейну має гірський, сильно пересічений рельєф. Схили гір круті, стрімчасті, покриті густим лісом. У передгірній частині річка перетинає першу поздовжню долину, другий і третю гірські гряди, де рельєф місцевості горбкуватий. При перетинанні Внутрішньої гірської гряди утворюється мальовнича ущелина Пролам — між горами Айлянчик-Кая й Бурундук-Кая. Нижня частина водозбору являє собою плоску безлісу рівнину. У нижньому плині річка пересихає у літньо-осінній період. Тут річкова мережа розвинена слабко й представлена лише балками і ярами, що несуть воду під час дощів або сніготаєння.
У верхів'ях, до села Поворотне долина річки Кучук-Карасу має вигляд ущелини з мальовничими водоспадами й численними «ваннами молодості». Сюди спрямований екскурсійний маршрут, відомий за назвою «В ущелину Кокасан» або «Черемисовські водоспади». Нижче долина набуває ящикоподібну форму й зайнята садами. Вона заселена з давніх часів. Тут знайдені залишки поселень епохи неоліту й епохи міді. Були тут і кургани часів бронзи.
У Середньовіччя ці землі входили в територію Солдайського генуезького консульства. У долині річки, при дорозі на Судак, розташоване потопаюче в садах село Багате. Колишня назва села — «Ель-Елі-баштани-елі» (край садів), якнайкраще підходить до нього. Виникло селище Ель-Елі-баштани-елі в 80-ті роки XVIII ст. Перша згадка про село трапляється в статистичних довідниках 1783 р. В 1944 р. сюди приїхали переселенці із центральних областей Росії, з України й Кубані.
Основне заняття населення цієї долини — садівництво. Колись тут дійсно було багато яблуневих садів. Вирощували яблука різних сортів (Ренет Симиренка, Банан зимовий, Сари-синап та ін.). Саме звідси пішла плодоторгівля в Росії. Врожай продавався на корені вже в травні. Один пуд яблук купували за 2—3 рублі, акуратно впаковували й везли в Росію, де продавали десятками за ті ж 2—3 рублі. 40 років тому всі старі сади були розкорчовані й замість них посадили інтенсивні сади (пальметні), які тут не прижилися через кліматичні умови.
У цих благодатних краях улаштувалися вірмени, що прийшли в ці краї в XI ст. — XII ст., рятуючись від турків-сельджуків. За 1 км вище за течією, при дорозі розташовані руїни вірменського храму XIV ст..